# Miss Europe 1991

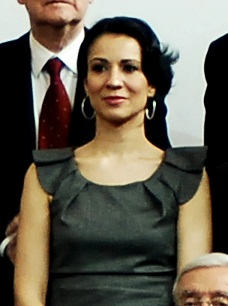
Die Drittplatzierte, Silvia Jato, machte Karriere als Fernsehmoderatorin. Hier ein Bild von 2012.

Der Wettbewerb um die Miss Europe 1991 war der fünfunddreißigste seit 1948, den die Mondial Events Organisation (MEO) durchführte. Sie war von den Franzosen Roger Zeiler und Claude Berr ins Leben gerufen worden, hatte ihren Sitz in Paris und arrangierte den Wettbewerb bis 2002.
Die Kandidatinnen waren in ihren Herkunftsländern von nationalen Organisationskomitees ausgewählt worden, die mit der MEO Lizenzverträge abgeschlossen hatten. Dabei muss es sich nicht in jedem Fall um die Erstplatzierte in ihrem nationalen Wettbewerb gehandelt haben.

## Miss Europe 1990/91
Die Veranstaltung fand am 29. Juni 1991 in der senegalesischen Hauptstadt Dakar statt. Es gab 27 Bewerberinnen.
In den Jahren 1989 und 1990 war der Wettbewerb ausgefallen, wahrscheinlich wegen des Golfkrieges. Deshalb bezeichnete die MEO die Siegerin als „Miss Europe 1990/91“.
Die Siegerin Susanne Petry wurde später disqualifiziert und der Titel an die Zweitplatzierte Katerina Michalopoulou vergeben.
| Land                    | Schreibweise bei Pageantopolis | Schreibweise in der Heimatsprache | Teilnahme an weiteren Wettbewerben                                                                                              |
| ----------------------- | ------------------------------ | --------------------------------- | --- |
| Platzierungen           |                                |                                   | |
| 1. Deutschland          | Susanne Petry                  | Susanne Petry                     | Miss World 1991, Miss Intercontinental 1992: Siegerin                                                                           |
| 2. Griechenland         | Katerina Michalopoulou         | Κατερίνα Μιχαλοπούλου             | |
| 3. Spanien              | Silvia Maria Jato Núñez        | Silvia Jato                       | |
| 4. Türkei               | Defne Samyeli                  | Defne Samyeli                     | Miss International 1991 |
| 5. Tschechoslowakei     | ?                              |                                   | |
| Top 12                  |                                |                                   | |
| Estland                 | Liis Tappo                     | Liis Tappo                        | Miss Globe 1990, Miss Baltic Sea 1992: Siegerin                                                                                 |
| Finnland                | Tanja Vienonen                 | Tanja Vienonen                    | Miss Universe 1991 |
| Italien                 | Eleonora Benfatto              | Eleonora Benfatto                 | |
| Polen                   | Ewa Maria Szymczak             | Ewa Szymczak                      | Miss International 1990: Semifinale, Miss World 1990: Semifinale, Miss Baltic Sea 1992: Platz 3, Queen of Europe 1991: Siegerin |
| Portugal                | Carla Lopes da Costa Caldeira  |                                   | |
| Schweden                | Marlene Quick                  |                                   | Miss All Nations 1990: Platz 2                                                                                                  |
| Ungarn                  | Antonia Balint                 | Bálint Antónia                    | |
| Weitere Teilnehmerinnen |                                |                                   | |
| Belgien                 | Katia Alens                    | Katia Alens                       | Miss International 1990: Semifinale, Miss World 1990, Miss Universe 1991                                                        |
| Bulgarien               | ?                              |                                   | |
| Dänemark                | ?                              |                                   | |
| England                 | Racquel Jory                   | Racquel Jory                      | Miss Universe 1989 |
| Frankreich              | Gaille Voiry                   | Gaëlle Voiry                      | Miss Universe 1990, Miss World 1990                                                                                             |
| Holland                 | Monique Flinkevleugel          | Monique Flinkevleugel             | |
| Island                  | Sigrun Eva Kristinsdóttir      | Sigrún Eva Kristinsdóttir         | |
| Litauen                 | Greta Bardavelite              | Greta Bardavelytė                 | |
| Luxemburg               | ?                              |                                   | |
| Norwegen                | Tina Loddengaard               |                                   | |
| Österreich              | Sandra Luttenburger            | Sandra Luttenberger               | Miss All Nations 1990: Semifinale, Miss Universe 1990, Miss International 1990                                                  |
| Rumänien                | ?                              |                                   | |
| Schottland              | Karina Ferguson                | Karina Ferguson                   | Miss Universe 1990 |
| Schweiz                 | Catherine Mesot                | Catherine Mesot                   | Miss World 1989, Miss Universe 1990                                                                                             |
| Wales                   | Jane Lloyd                     | Jane Lloyd                        | Miss Universe 1990 |